# Allium grisellum
Allium grisellum — вид рослин з родини амарилісових (Amaryllidaceae); Ендемік Сіньцзяну (Китай).

## Опис
Цибулини скупчені, вузько-яйцюваті, діаметром 0.7–1 см; оболонка чорно-сіра. Листки ≈ рівні стеблині, 1–1.5 мм завширшки, зверху жолобчасті. Стеблина 11–20 см, циліндрична, вкрита листовими піхвами лише в основі. Зонтик малоквітковий. Оцвітина біла з легким відтінком червоного кольору; сегменти з пурпурною серединною жилкою, довгасті, 5.5–6 × ≈ 2 мм. Період цвітіння: червень.

## Поширення
Ендемік Китаю — центральний Сіньцзян.
Населяє луки; ≈ 300 м.